# Mühleberg
Mühleberg (toponimo tedesco) è un comune svizzero di 2 974 abitanti del Canton Berna, nella regione di Berna-Altipiano svizzero (circondario di Berna-Altipiano svizzero); ha lo status di città.

## Geografia fisica
Comprende una parte del Lago di Wohlen.

## Storia
Nel 1869 le località di Aumatt, Buttenried, Horn, Niederruntigen e Rewag, fino ad allora frazioni di Radelfingen, furono assegnate a Mühleberg.

## Monumenti e luoghi d'interesse

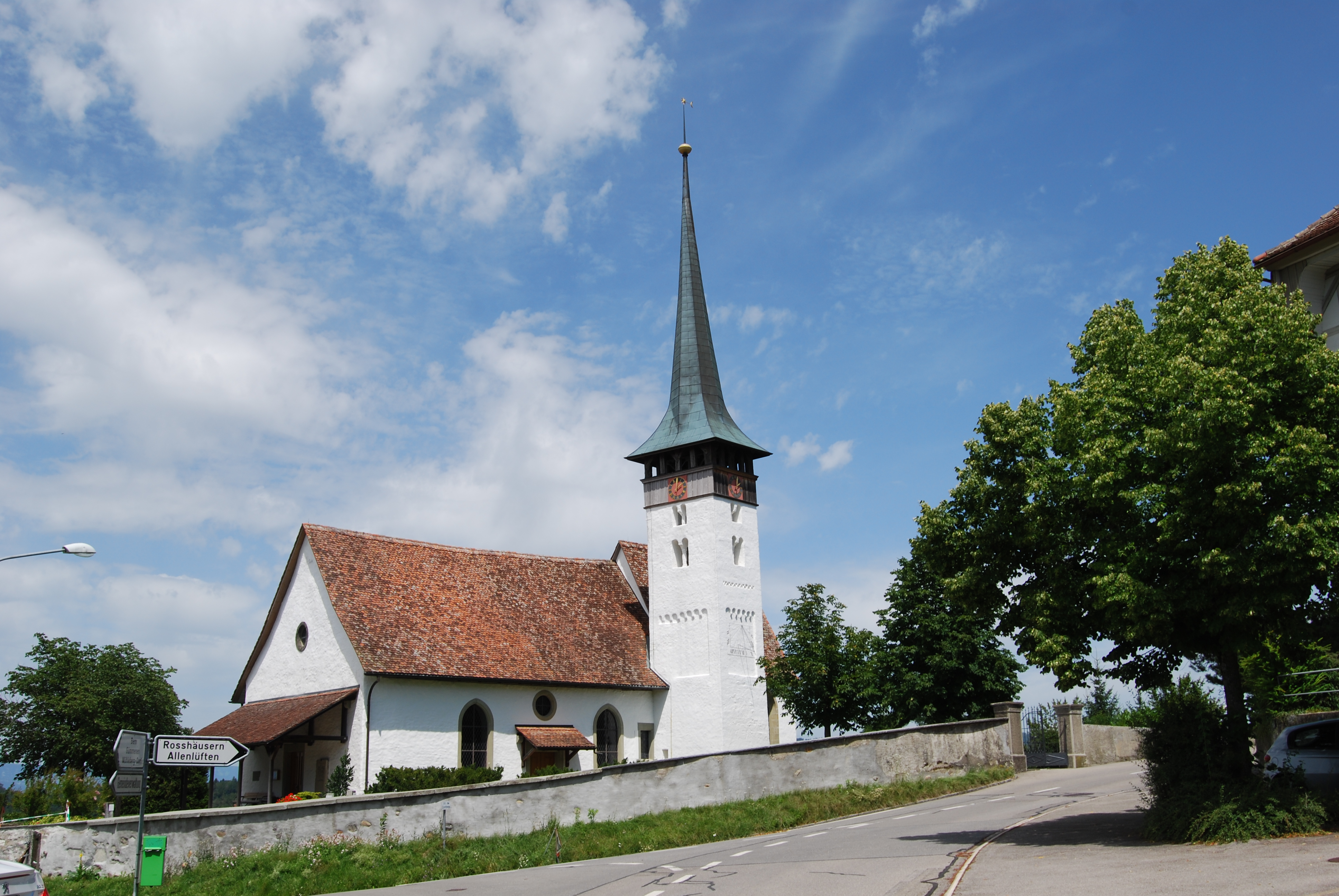
La chiesa riformata

- Chiesa riformata (già di San Martino), eretta nell'XI-XII secolo e ricostruita nel 1523-1524[1];
- Diga di Mühleberg.

## Società

### Evoluzione demografica
L'evoluzione demografica è riportata nella seguente tabella:
Abitanti censiti

## Geografia antropica

### Frazioni
- Aumatt
- Buttenried
- Gümmenen
- Horn
- Marfeldingen
- Mauss
- Niederruntigen
- Oberei
- Rewag
- Rosshäusern
- Rüplisried
- Spengelried

## Economia

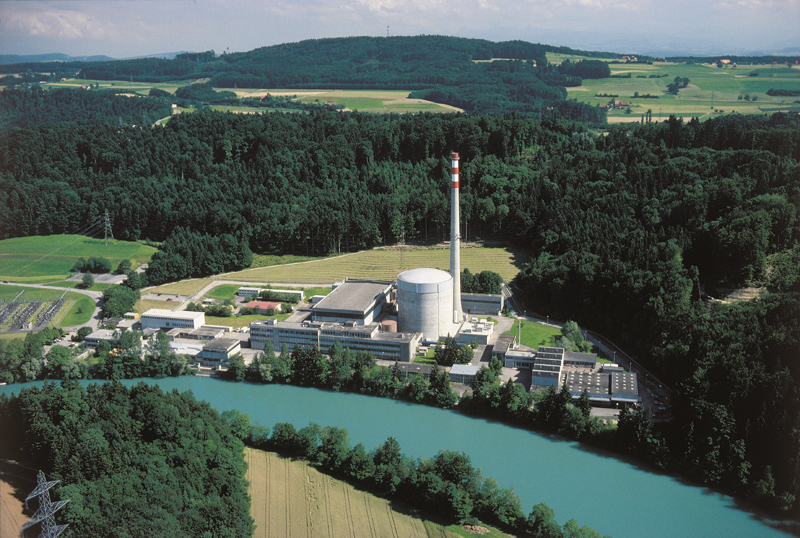
La centrale nucleare di Mühleberg

Sul suo territorio sorge la centrale nucleare di Mühleberg.

## Infrastrutture e trasporti

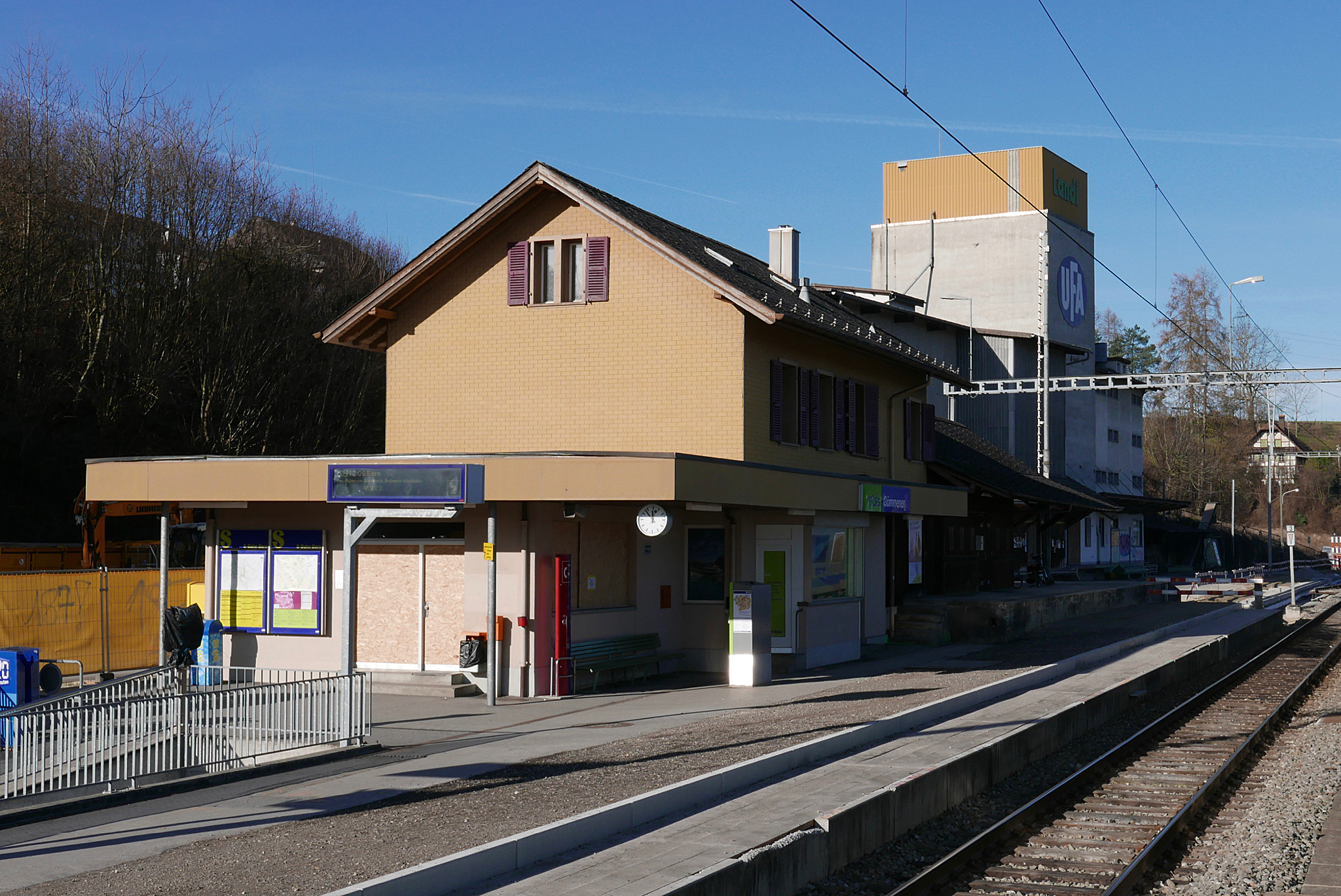
La stazione di Gümmenen

Mühleberg è servita dalle stazioni di Gümmenen e di Rosshäusern sulla ferrovia Berna-Neuchâtel. La stazione di Gümmenen era capolinea sino al 1993 della Sensetalbahn.

## Amministrazione
Ogni famiglia originaria del luogo fa parte del cosiddetto comune patriziale e ha la responsabilità della manutenzione di ogni bene ricadente all'interno dei confini del comune.